# كومودو دراجون (متصفح ويب)
كومودو دراجون (بالإنجليزية: Comodo Dragon)‏ متصفح مجاني مبني على متصفح كروميوم (Chromium) مقدم من شركة كومودو المتميزة في مجال الأمن والحماية. يوفر البرنامج جميع مزايا جوجل كروم إضافة إلي مستوى عالي من الحماية والخصوصية، يمتاز بكثير من المميزات أهمها التحديث الأمني المستمر لهذا المتصفح حيث توفر شركة كومودو عبر هذا المتصفح بيئة مثلى لتصفح الإنترنت بشكل آمن. حيث انه من خلال هذا المتصفح ستقوم بتصفح الإنترنت من خلال الـ DNS الخاص بالشركة وبذلك ستحصل علي أعلى درجة حماية علي الإنترنت من البرمجيات الخبيثة وايضاً من عمليات النصب. كما ومن السهل تحديد شهادة SSL بواسطة هذا المتصفح، ومن مميزاته أيضاً قلة إستهلاك ذاكرة الحاسوب بعكس كثير من المتصفحات الأخرى، كذلك يتيح لك هذا المتصفح ميزة التصفح الخفي الذي يعمل على إيقاف الكوكيز والتي تقوم بتتبع خطواتك علي الإنترنت.

## وصلات خارجية
- الموقع الرسمي